# The Fumble
The Fumble è una giocata nella finale della AFC disputata il 18 gennaio 1988 al Mile High Stadium di Denver, Colorado, tra i Denver Broncos e i Cleveland Browns della National Football League. Con un minuto e 12 secondi al termine della partita, il running back dei Browns Earnest Byner commise un fumble mentre stava tentando di segnare il touchdown del pareggio e i Broncos vinsero 38–33.

## La partita

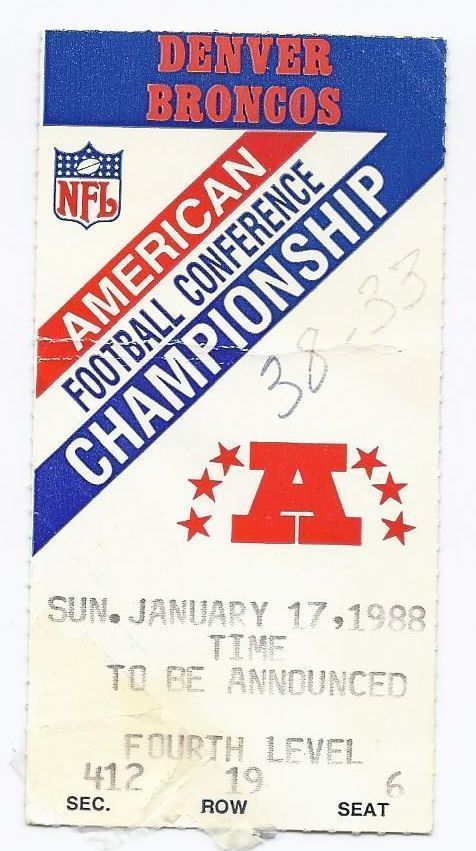
Un biglietto per la finale della AFC tra Browns e Broncos

Nel corso della partita, i Broncos si portarono in vantaggio per 21-3 alla fine del primo tempo ma il quarterback dei Browns Bernie Kosar li guidò a una furiosa rimonta, segnando quattro touchdown nel secondo tempo. A metà dell'ultimo quarto di gioco, la gara si trovava sul punteggio di 31 pari. I Broncos si portarono in vantaggio con una lunga azione offensiva che si concluse con un passaggio da touchdown da 20 yard del quarterback John Elway per il running back Sammy Winder, portando il punteggio sul 38 a 31 a sei minuti dal termine. Cleveland portò il pallone fino alla linea delle 8 yard di Denver con 72 secondi al termine, dando il via a una delle azioni più famose della storia della NFL.

## La giocata
Il running back di Cleveland Earnest Byner raccolse il pallone dalle mani di Bernie Kosar e sembrò avviato verso segnare il touchdown del pareggio ma il pallone gli fu strappato dal defensive back dei Broncos Jeremiah Castille sulla linea delle due yard. I Broncos recuperarono il pallone e diedero intenzionalmente una safety ai Browns, vincendo per 38-33 e qualificandosi per il Super Bowl.

## Reazioni
Nel programma di ESPN Classic "The Fumble, the Story of the 1987 AFC Championship", l'allora allenatore dei Browns Marty Schottenheimer analizzò la giocata, mostrando che il fumble non fu interamente colpa di Byner. Schottenheimer affermò: "Il wide receiver dei Browns numero 84, Webster Slaughter avrebbe dovuto fare dieci passi per bloccare Castille sul lato esterno. Invece, preferì guardare la giocata."
Schottenheimer continuò: "Earnest non vide Castille arrivare. Earnest era il motivo per cui eravamo ancora in partita in quel momento. Nel corso del secondo tempo aveva compiuto diverse corse e ricezioni fondamentali, che ci consentirono di arrivare a giocarci la possibilità di essere sul 38 pari. Tutte quelle belle azioni però, sfortunatamente, furono messe in ombra da una singola giocata sulla linea delle 8 yard."
Dick Enberg, telecronista della partita durante la sua trasmissione sulla rete NBC, fece notare: "Non è ironico che Denver tornò in possesso del pallone proprio sulla linea delle due yard? Non è proprio dove i Broncos un anno prima (e sempre contro i Browns) diedero inizio a quello che divenne noto come 'The Drive'?"
Il giornalista di ESPN Bill Simmons usò "The Fumble" per dimostrare come i Browns dovessero essere considerati una delle più sfortunate franchigie della storia dello sport. Egli descrisse anche i tifosi di Cleveland come "distrutti" dopo l'azione incriminata. Il suo articolo, "The Levels of Losing," fu pubblicato il 29 gennaio 2010.

## Eredità
Malgrado venga principalmente ricordato per "The Fumble", Byner ebbe una carriera relativamente di successo. Dopo aver trascorso un altro anno coi Browns, fu scambiato coi Washington Redskins prima dell'inizio della stagione 1989 per il running back Mike Oliphant. Nelle sue cinque stagioni con Washington, Byner fu convocato per due Pro Bowl (1990, 1991) e vinse il Super Bowl nella stagione 1991. In quel Super Bowl XXVI segnò un touchdown su ricezione nel secondo quarto, vincendo coi Redskins quel titolo che non era riuscito a ottenere coi Browns.
Fece ritorno a Cleveland per altri due anni e si ritirò dopo due stagioni passate ai Baltimore Ravens nel 1998. In 14 stagioni, Byner corse 8.261 yard, ricevette 512 passaggi per 4.605 yards e segnò un totale di 72 touchdown. Al momento del ritiro, Byner si trovava tra i primi 30 di tutti i tempi per corse tentate, touchdown su corsa, yard corse e yard totali.